# Девять жизней кота Фрица
«Девять жизней кота Фрица» (англ. The Nine Lives of Fritz the Cat) — продолжение мультфильма «Приключения кота Фрица», созданное режиссёром Робертом Тейлором. Премьера мультфильма состоялась 26 июня 1974 года. Как и предшественник, сюжет фильма основан на одноимённом комиксе, автором которого был Роберт Крамб.

## Сюжет
Действие мультфильма происходит в 1970-е годы. Кот Фриц женился и у него появился сын Ральфи, который часто мастурбирует. Семья живёт на пособие по безработице. Однако главный герой всё-таки не избавился от вредной привычки — курения конопли. Это не нравится его жене, и по этой причине она часто ругает Фрица. Сам кот, во время очередной ссоры, уходит в свой маленький мир, воображая себе другую жизнь.
Он встречается со своим другом из Пуэрто-Рико Хуаном. На улице они обсуждают сестру Хуана Читу. После этого действие происходит уже в доме пуэрториканца. Фриц сидит на диване вместе с Читой, которая читает книгу. Ей не нравится запах конопли, но кот уговорил девушку покурить её. Почувствовав «лёгкость», она занимается с Фрицем сексом. Тем временем около самого дома стоят вороны-грабители, которые хотели его ограбить, но затем передумали и стали наблюдать за парочкой. Однако секс прерывается визитом отца Читы. Увидев Фрица, он взял дробовик и выстрелил в кота.
Во второй «жизни» Фриц видит пьяного человека, утверждающего, что он Бог. Позже действие мультфильма разворачивается в нацистской Германии. Здесь главный герой воображает себя солдатом времён Второй мировой войны. Он занимается сексом с женой и дочерью своего офицера, но когда его заметил сам начальник, Фриц убегает и попадает к Адольфу Гитлеру, который ищет себе нового ординарца. Выбрав кота, фюрер беседует с ним по поводу плана мирового господства Германии. Стало известно, что этим планом Гитлер хотел привлечь внимание политиков других стран. Сам Фриц погибает от ранения, полученное от американского танкиста.
Дальше действие фильма происходит снова в городе Нью-Йорк. Фриц пытается продать использованный презерватив Ники, владельцу винного магазина. Продавец был поначалу в гневе на кота, но потом недовольство сменилось радостью, и он стал вспоминать старые истории из жизни. Однако позитивное настроение длилось не долго: Ники узнал, что его жена подхватила от Фрица триппер. После этого главный герой говорит прохожему Ленни, что в 30-е годы он был неотразим, и следует видеоролик, где показывают жизнь кота в те годы.
В другой «жизни» Фриц пытается обналичить чек у владельца ломбарда Морриса. Фриц предлагает ему сделку: Моррис обналичивает чек, а он взамен получает унитаз. Владелец первоначально отказался, но потом был вынужден согласиться, так как у него из-за солёных огурцов случился понос, а туалета поблизости не было. Но вместо денег коту дают космический шлем. Благодаря ему Фриц представляет себя в своём воображении космонавтом НАСА. Здесь персонаж должен будет совершить первый полёт на Марс. Во время интервью с журналистами пилоту понравилась девушка-ворон, и он зовёт её в шаттл заняться сексом. В центре управления полётами корабль оторвался от земли несколько раньше, чем планировалось, а в космосе происходит взрыв.
Потом Фриц видит привидение покойного его друга, любителя игры в бильярд, Дюка. Затем главный герой «отправляется» в будущее. На очередных выборах президентом США становится Генри Киссинджер. Он предоставил штату Нью-Джерси независимость, и новое государство стало называться Новая Африка. Фриц в это время работает курьером, и американское правительство даёт ему грамоту для президента Новой Африки. В Чёрном доме вице-президент убивает главу государства, а виновником называет «белого кота». Между странами разгорается война. Киссинджер заявляет о капитуляции, а ни в чём не виноватого Фрица приговаривают к смертной казни.
В конце фильма главный герой выходит из транса, и отправляется на улицу. Гуляя по канализации Нью-Йорка, он встречает дьявола и индийского гуру. Фриц раскаивается перед ними и называет эту жизнь самой худшей из всех его девяти жизней.

## Роли озвучивали
| Актёр                                | Роль                                                 |
| ------------------------------------ | ---------------------------------------------------- |
| Скип Хиннант (англ. Skip Hinnant)    | Фриц                                                 |
| Рева Роуз (англ. Reva Rose)          | Стелла                                               |
| Боб Холт (англ. Bob Holt)            | Бог, помощник из НАСА, президент США и другие голоса |
| Роберт Риджли (англ. Robert Ridgely) | дьявол и другие голоса                               |
| Питер Лидз (англ. Peter Leeds)       | Хуан и другие голоса                                 |
| Луиза Мориц (англ. Louisa Moritz)    | Чита                                                 |

## Создание
После выхода фильма «Приключения кота Фрица», режиссёр Ральф Бакши вплотную занялся созданием нового проекта под названием «Трудный путь», и не принимал никакого участия в продолжении адаптации комиксов с котом в главной роли. Однако в книге Джеффа Ленбурга «Who’s Who in Animated Cartoons» (с англ. — «Кто есть кто в мультфильмах») Бакши упоминается как продюсер ленты. Режиссировал «Девять жизней кота Фрица» Роберт Тейлор, работавший в 1960-е годы над «The Mighty Heroes».
Аниматоры решили оставить тот художественный стиль, который использовался у предшественника. В сюжете сценаристы решили сделать Фрица семьянином, однако этот никак не повлияло на вредную привычку кота: он продолжал дальше курить коноплю. Сам мультфильм был разделён на несколько частей. Основное внимание было уделено эпизодам, где действия происходят в нацистской Германии и альтернативном будущем. Однако сам создатель персонажа, Роберт Крамб, был недоволен киноадаптациями своих комиксов, и создал новую историю, где по сюжету главный герой погибает.
Музыка к фильму была написана композитором Томом Скоттом. Планировался к выпуску музыкальный альбом, однако из-за низких бюджетных сборов фильма он так и не был издан.

## Критика
Мультфильм был неоднозначно воспринят критиками. Хотя он и демонстрировался на Каннском кинофестивале в 1974 году, работа Роберта Тейлора не получила ни одной награды. Критик из журнала Time Out назвал выход мультфильма неподходящим для 1970-х годов, а Ральф Бакши, режиссёр «Приключения кота Фрица», сделал заявление, что Роберт Крамб, создатель комиксов, по которым и были сняты полнометражные ленты, вообще не признаёт существование сиквела, так как, по мнению Крамба, первая часть выглядела намного лучше, чем вторая.
Средняя оценка ленты «Девять жизней кота Фрица» на сайте Rotten Tomatoes составляет 33 %. Компания Metro-Goldwyn-Mayer переиздала мультфильм на DVD в 2001 году.